# Sutton Courtenay
Sutton Courtenay är en ort och civil parish i Storbritannien.   Den ligger i grevskapet Oxfordshire och riksdelen England, i den södra delen av landet, 80 km väster om huvudstaden London. Sutton Courtenay ligger 53 meter över havet och antalet invånare är 2 467.
Terrängen runt Sutton Courtenay är platt. Runt Sutton Courtenay är det ganska tätbefolkat, med 199 invånare per kvadratkilometer. Närmaste större samhälle är Oxford, 12,4 km norr om Sutton Courtenay. Trakten runt Sutton Courtenay består till största delen av jordbruksmark.